# Caroline Aaron
Caroline Aaron (* 7. August 1952 in Richmond, Virginia als Caroline Abady) ist eine US-amerikanische Schauspielerin.

## Leben und Leistungen
Die Mutter Caroline Aarons, Nina Friedman Abady, war eine Aktivistin, die in den 1960er Jahren in Alabama für Bürgerrechte kämpfte. Ihr Ehemann und Vater von Caroline starb im Alter von 38 Jahren.
Aaron debütierte im Filmdrama Komm’ zurück, Jimmy Dean von Robert Altman aus dem Jahr 1982. In der Komödie Sodbrennen trat sie neben Meryl Streep und Jack Nicholson auf. In der Komödie Verbrechen und andere Kleinigkeiten (1989) von Woody Allen spielte sie neben Martin Landau, Woody Allen und Anjelica Huston eine der größeren Rollen. In der Komödie Edward mit den Scherenhänden (1990) spielte sie an der Seite von Johnny Depp und Winona Ryder. In Harry außer sich (1997) von Woody Allen spielte sie eine der größeren Rollen neben Woody Allen, Kirstie Alley, Judy Davis, Elisabeth Shue und Billy Crystal. Im Filmdrama Bounce – Eine Chance für die Liebe (2000) spielte sie neben Ben Affleck und Gwyneth Paltrow. Für diese Rolle wurde sie 2001 für den Blockbuster Entertainment Award nominiert.

## Filmografie (Auswahl)
- 1982: Komm’ zurück, Jimmy Dean (Come Back to the Five and Dime, Jimmy Dean, Jimmy Dean)
- 1983: An einem Morgen im Mai (Without a Trace)
- 1983: Baby It’s You
- 1984: Der Typ vom anderen Stern (The Brother from Another Planet)
- 1986: Sodbrennen (Heartburn)
- 1987: Anna… Exil New York (Anna)
- 1988: Die Waffen der Frauen (Working Girl)
- 1989: Verbrechen und andere Kleinigkeiten (Crimes and Misdemeanors)
- 1990: Edward mit den Scherenhänden (Edward Scissorhands)
- 1990: Alice (Alice)
- 1992: Showtime – Hilfe, meine Mama ist ein Star (This Is My Life)
- 1992: Ehemänner und Ehefrauen (Husbands and Wives)
- 1993: Schlaflos in Seattle (Sleepless in Seattle)
- 1995: Ein Engel für Sam (Dad, the Angel & Me, Fernsehfilm)
- 1996: Big Night
- 1996: Hausarrest (House Arrest)
- 1997: White Lies – Das Leben ist zu kurz, um ehrlich zu sein (White Lies)
- 1997: Harry außer sich (Deconstructing Harry)
- 1998: Mit aller Macht (Primary Colors)
- 1998: Frasier (Fernsehserie, Folge 5x20 Dinner mit Daphne)
- 1998: Sex and the City (Fernsehserie, Folge 1x07 Die Monogamisten)
- 1999: Ally McBeal (Fernsehserie, Folge 2x12 Wolke Sieben)
- 1999: Dying to Live
- 1999: Überall, nur nicht hier (Anywhere But Here)
- 2000: Good Vibrations – Sex vom anderen Stern (What Planet Are You From?)
- 2000: Bounce – Eine Chance für die Liebe (Bounce)
- 2000: Die Nominierung (Running Mates, Fernsehfilm)
- 2000: Lucky Numbers
- 2001: Amys Orgasmus (Amy’s Orgasm)
- 2001: Six Feet Under – Gestorben wird immer (Fernsehserie, Folge 1x03 Der verlorene Fuß)
- 2002: Pumpkin
- 2002: Lass es, Larry! (Fernsehserie, drei Folgen)
- 2003: Two Days
- 2004: Final Call – Wenn er auflegt, muss sie sterben (Cellular)
- 2004: Beyond the Sea – Musik war sein Leben (Beyond the Sea)
- 2004: … und dann kam Polly (Along Came Polly)
- 2006: Verbraten und Verkauft (Grilled)
- 2006: Brothers & Sisters (Fernsehserie, Folge 1x12 Sexual Politics)
- 2008: Boston Legal (Fernsehserie, Folge 5x04 Mitten ins Herz)
- 2009: Desperate Housewives (Fernsehserie, Folge 6x10 Der große Krach)
- 2010: Private Practice (Fernsehserie, Folge 3x21 Krieg)
- 2012: 21 Jump Street
- 2013: 2 Broke Girls (Fernsehserie, Folge 2x15 Kristalle und Kredite)
- 2013: Modern Family (Fernsehserie, Folge 4x24 Trauer sucht Frau)
- 2017–2023: The Marvelous Mrs. Maisel (Fernsehserie, 16 Folgen)
- 2020: Outmatched (Fernsehserie, 10 Episoden)
- seit 2021: Ghosts (Fernsehserie)
- 2024: Between the Temples